# Neuviller-la-Roche
Neuviller-la-Roche (en alemany Neuweiler) és un municipi francès, situat a la regió del Gran Est, al departament del Baix Rin. L'any 1999 tenia 375 habitants.
Forma part del cantó de Mutzig, del districte de Molsheim i de la Comunitat de comunes de la Vall de la Bruche.

## Demografia
| 1962 | 1968 | 1975 | 1982 | 1990 | 1999 |
| ---- | ---- | ---- | ---- | ---- | ---- |
| 342  | 391  | 376  | 335  | 334  | 375  |

## Administració
| Període   | Identitat         | Partit |
| --------- | ----------------- | ------ |
| 1953-1989 | Ferdinand Malaisé |        |
| 1989-1995 | Henri Hisler      |        |
| 1995-2001 | Pierre Hilpipre   |        |
| 2001-     | André Wolff       |        |

## Personatges il·lustres
- Jean-Frédéric Oberlin (1740-1826), pastor de Ban-de-la-Roche